# Rogier van der Weyden
Rogier van der Weyden (eredetileg: Rogier de la Pasture) (Tournai, 1399/1400 – Brüsszel, 1464. június 18.) németalföldi festő, Jan van Eyck mellett a késő gótika és a kora reneszánsz átmenetének jelentős mestere. Műveinek témájában, komponálásában erősen érződik a középkori jelleg, a legkisebb részletek reális megjelenítése, határozott karakterábrázolása, képeinek mozgalmassága azonban már túlmutat ezen. Jelentősek oltárai (pl. Keresztlevétel), szárnyas oltárai, valamint portréi.

## Életútja
A belgiumi Tournaiban született mint Rogier de la Pasture. Apja Henri de la Pasture, aki késgyárosként dolgozott Turnaiban, anyja Agnes de Watrélos. Rogier Robert Campin festőműhelyében volt tanonc hat évig. 1426-ban feleségül vette Elisabethet, egy Jan Goffaert nevű brüsszeli cipőkészítő lányát. Négy gyerekük született: 1427-ben Cornelius - ő később karthauzi szerzetes lett -, 1432-ben pedig Margaretha.  1435 októberében a család Brüsszelben telepedett le. Itt született 1437-ben Pieter, majd a következő évben Jan. 1436. március másodikától Rogier a város hivatalos festője lett. 1450-ben Rómában járt mint zarándok. 1464. június 18-án halt meg Brüsszelben.

## Művészete
A brüsszeli városháza számára készített 4 képből álló allegorikus-történeti sorozata, az Igazságosság/vagy Traianus császár négy igazságtétele címen ismert munkái elpusztultak, csak a berni múzeum falikárpitjában maradtak fenn. Ezen kívül kizárólag vallási képeket festett, híresek oltárképei és szárnyas oltárai. Ábrázolási eszközeiben nem haladta meg a Van Eyck testvérek művészetét, de mégis nagyon jelentős, amiben eltér, ez pedig a lélekábrázolás, az érzelmek kifejezése, s ezzel nagy hatást gyakorolt az őt követő németalföldi festészetre, sőt a ferrarai festők is követték, ilyen módon exportálta a lelki kifejezés eszközeit Itália földjére is. Őt magát az olasz festészet nem érintette meg.
Van der Weyden a kései gótika mozgalmasabb stílusát képviseli. Kevésbé nagyvonalú, térszemlélete nem annyira fejlett, mint a Van Eyck testvéreké, de mozgalmasabb, dekoratívabb, szenvedélyesebb. Realizmusa, a formák éles, gótikus törése, a szenvedélyek kifejező ereje leginkább a Krisztus levétele a keresztről (közismertebb címén Keresztlevétel) alkotásán figyelhető meg. Ernst Gombrich is e művét emeli ki egyik híres könyvében, s az elemzéshez kihajtható színes illusztrációt mellékelt, amelyen szemügyre vehetjük ezt az egyszerű, világos kompozíciót, amely szabályos anélkül, hogy az mesterkélt vagy erőltetett lenne. A középpontban Krisztus halott testét látjuk, a két szélen a két síró asszony alakja kiegészíti egymást. Az ájult Szűzanyát egyfelől Szent János, másfelől Mária Magdolna támogatja, s mindez ritmikusan követi Krisztus leeresztett testének vonalát. A háttérben egy idős ember nyugodt testtartása hatásosan ellensúlyozza a főszereplők érzelmekkel teli mozdulatait. Rogier van der Weyden mintegy elindította az új irányt, a vallási mellett az emberi érzések megfestésének szükségességét, a valósághoz mennél hivebben.

Krisztus levétele a keresztről (1435-38)

Portréfestőnek és rézmetszőnek is kiváló volt, sajnos sok műve csak másolatban maradt fenn.

## Képeiből
- A mirafloresi Mária-oltár, középen Krisztus siratása ábrázolásával (1430-as évek, ma Berlinben)
- Keresztelő Szent János kis hármas oltára (1435)
- Krisztus levétele a keresztről, oltárkép, 1435, Madrid, Museo del Prado
- Keresztrefeszítés (triptichon, 1440-es évek)
- Utolsó ítélet (9 tábla a beauni kórház részére, 1445 körül)
- Columba-oltár, triptichon, 1455, München, Alte Pinakothek
- Sírbatétel Uffizi
- Madonna négy szenttel (aranyalapon, Frankfurt am Main)
- Escorial Golgotája
- Hágai Sírbatétel
- Királyok imádása (triptichon, müncheni képtárban)
- Mária Magdolna (Louvre)

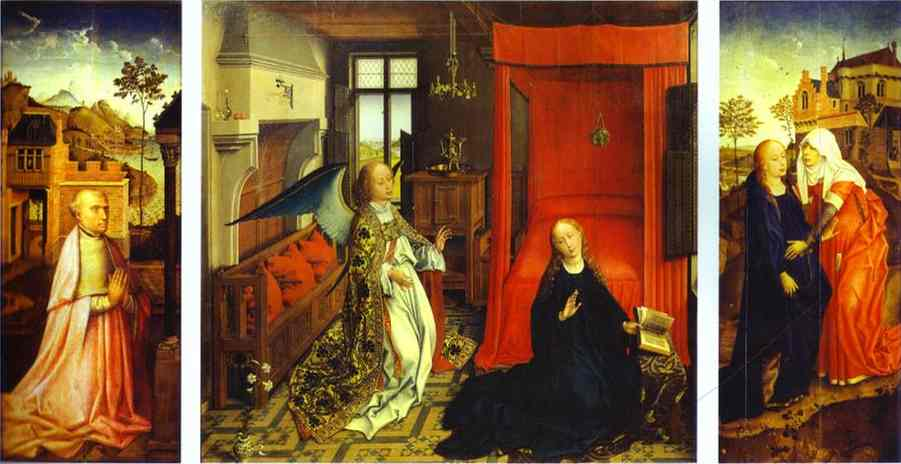
Angyali üdvözlet (triptichon, 1434)
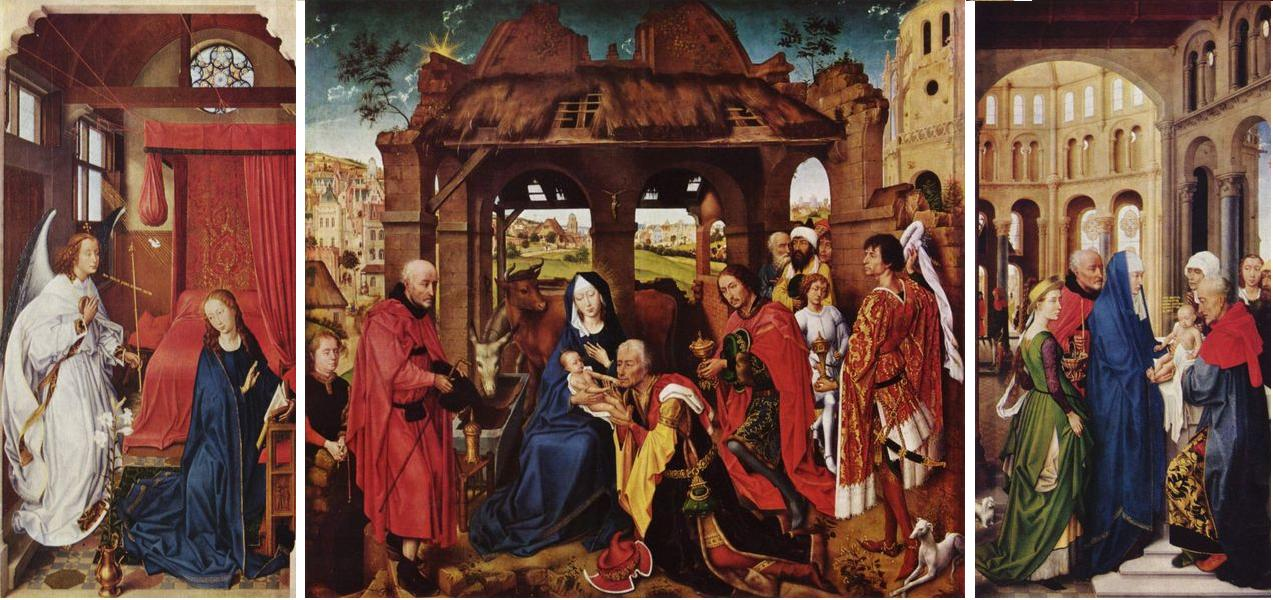
A Columba-oltár (triptichon, 1455)
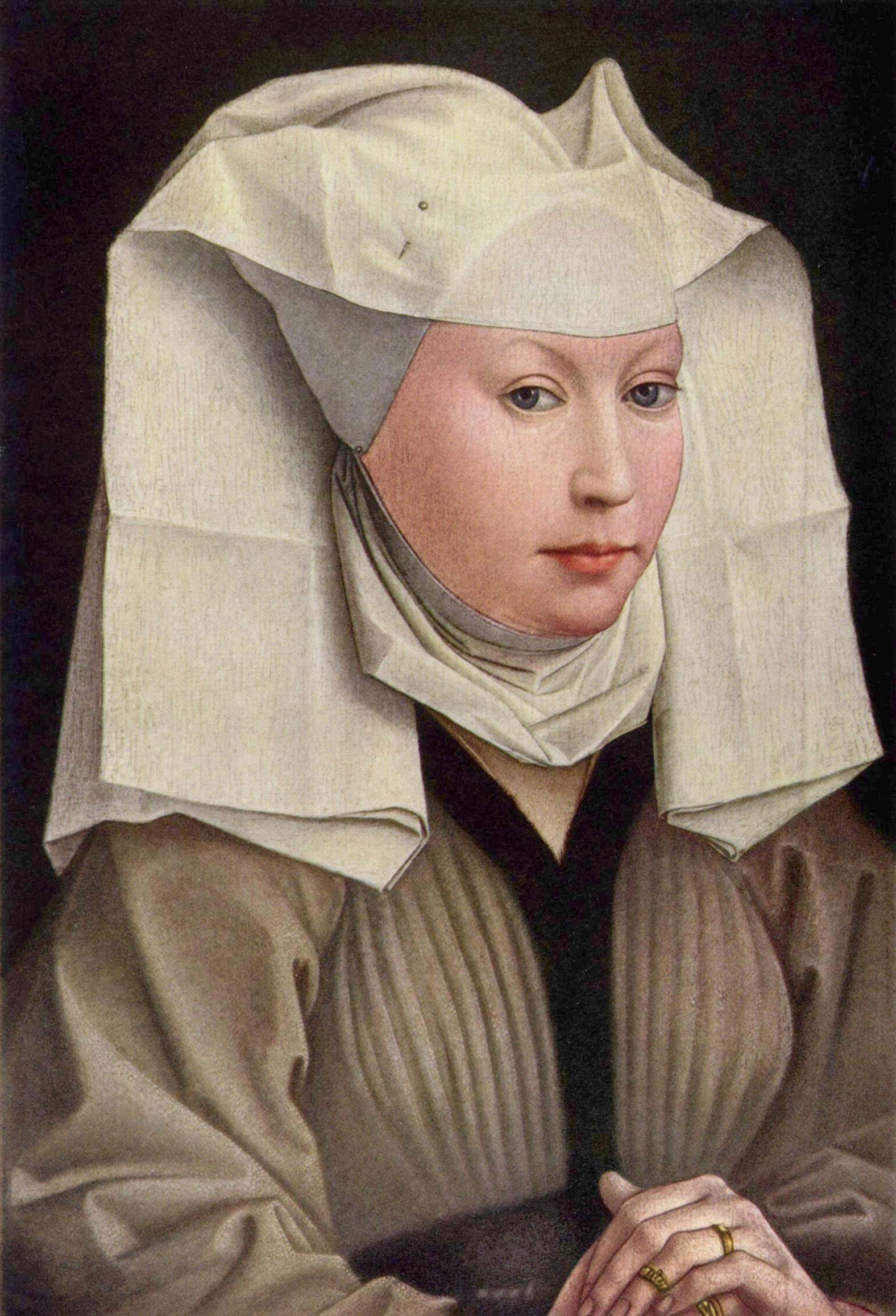
Fiatal nő arcképe (1430)
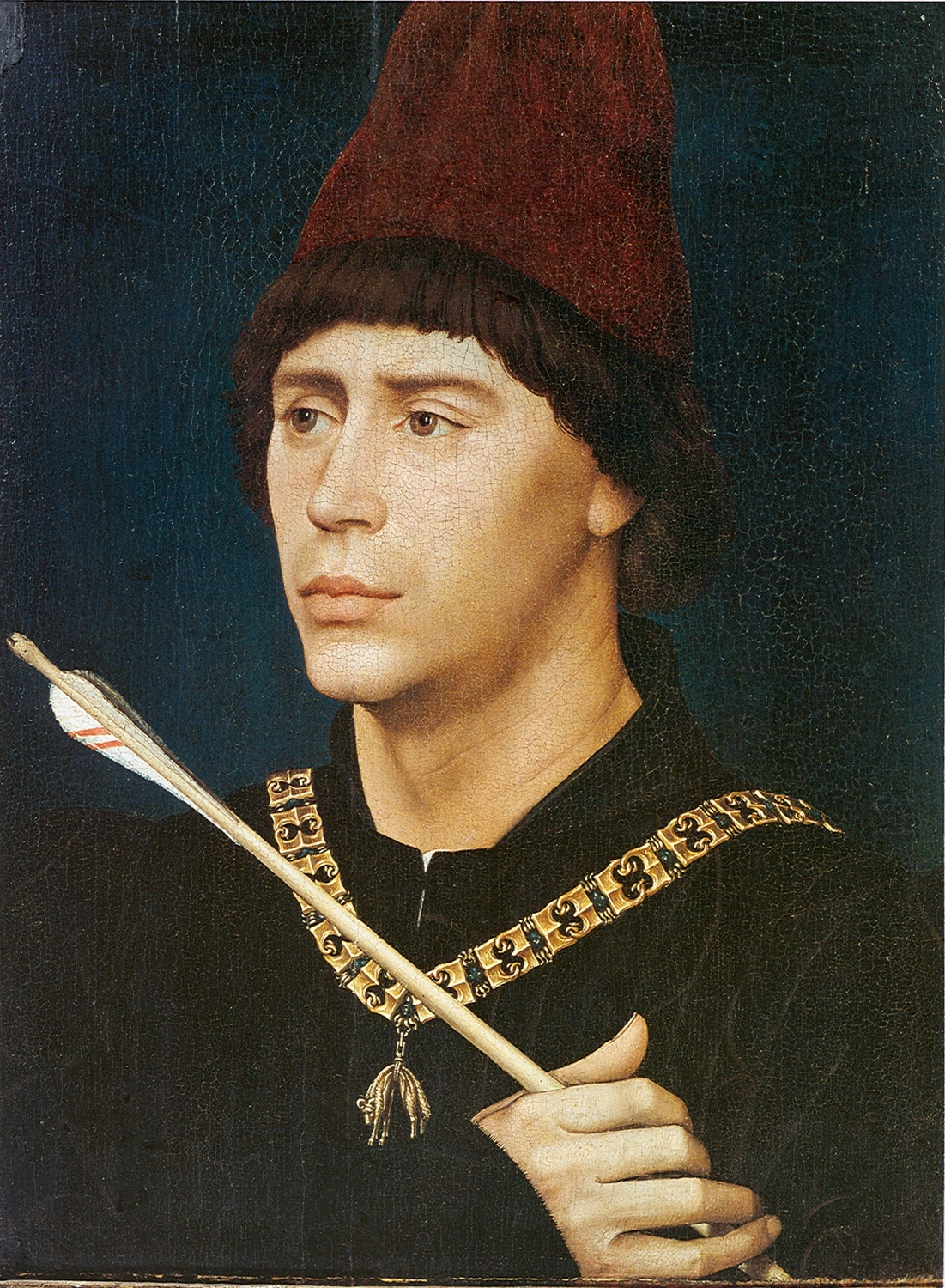
Antoine de Bourgogne arcképe (1460)